# محمد العطاس
محمد العطاس (انگلیسی: Mohammed Al Attas؛ زادهٔ ۵ اوت ۱۹۹۷) یک بازیکن فوتبال اهل امارات متحده عربی است.